# 객차

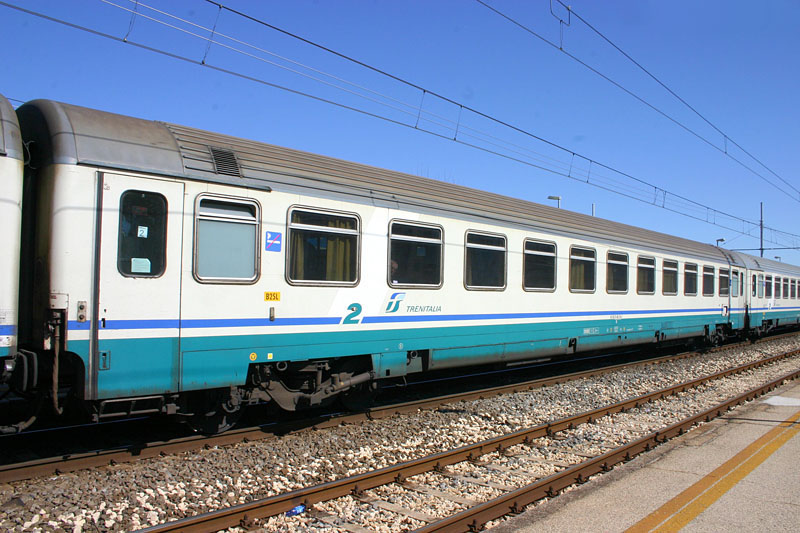

객차(客車)는 철도에서 여객을 수송하기 위해 이용되는 철도차량을 가리킨다. 수화물·소화물이나 우편물을 수송하는 차량 등 여객 수송에 부수되어 사용되는 각 차량도 객차에 포함된다. 화물을 옮기는 차량은 화차라고 부르며 객차와는 구별된다.
좁은 의미로는 기관차 등에 의해 견인되는 무동력 차량을 가리킨다. 전동차나 디젤 동차와는 구별된다.

## 종류

### 한국철도에서의 분류
2005년의 한국철도공사 통계자료를 기준으로 한 객차의 분류는 다음과 같다. 괄호 안은 각 종류 별 숫자이며, 동차형 차량은 제외된 것이다.
- 새마을 객차 (119)
  - 식당차 (12)
  - 특실차 (6)
  - 일반실차 (93)
  - 일반식당차 (3)
  - 관광차 (5)
- 무궁화 객차 (1,055)
  - 식당차 (11)
  - 간이식당차 (20)
  - 특실차 (6)
  - 일반실차 (933)
  - 장애인차 (80)
  - 침대차 (5)
- 객수화물차 (0)
- 수화물우편차 (35)
- 발전차 (202)
- 기타 (69)
  - 비상차 (64)
  - 병원차 (5)
  - 협궤 객차 (0)
  - 통일 객차 (0)
  - 비둘기 객차 (0)

1970년대의 분류체계는 이보다 더 단순한 체계를 구축하고 있다.
- 우등차
- 2등차
- 3등차
- 수화물우편차
- 객수우편차
- 수화물차
- 협궤차
- 발전차
- 대용객차

## 같이 보기
- 여객 열차
- 일등석
- 궤도차
- 철도역
- 노면전차
- 좌석 등급